# Pojejena
Pojejena é uma comuna romena localizada no distrito de Caraș-Severin, na região de Banato. A comuna possui uma área de 113.90 km² e sua população era de 3172 habitantes segundo o censo de 2007.